# El baile
El baile és una obra de teatre escrita per Edgar Neville i estrenada en Bilbao el 22 de juny de 1952.

## Argument
Inicialment l'acció transcorre en 1905. Pedro i Julián són dos entomòlegs que es disputen l'amor de la bella i alegre Adela. Finalment ella es decideix per Pedro, amb qui contreu matrimoni, encara que Julián continua convivint amb ells. Adela mor. Anys després, en 1955, Julián i Pedro viuen junts recordant la seva estimada perduda quan reben la visita de la neta, Adelita.

## Representacions destacades
- Teatre (1952, estrena). Intèrprets: Conchita Montes (Adela), Pedro Porcel (Pedro), Rafael Alonso (Juián).
- Cinema (1959). Intèrprets: Conchita Montes (Adela), Alberto Closas (Pedro), Rafael Alonso (Julián).
- Televisió (28 de juny de 1963, a l'espai de TVE Primera fila). Intérpretes: Conchita Montes (Adela), Pastor Serrador, Ismael Merlo.
- Televisió (4 de desembre de 1970, en el espacio de TVE Estudio 1). Intérpretes: María Luisa Merlo (Adela),, Paco Morán, Rafael Alonso, Pablo Sanz, Maite Blasco.
- Teatre (1976, República Dominicana) Primer Experimento de Teatro de adultos con Niños.Dirección: Rafael Gil Castro. Intérpretes: Erick Rodríguez, Mayda Sobrino i Luciano García Díaz.
- Televisió (1985). Intèrprets: Marisa Paredes (Adela), Juanjo Menéndez (Pedro) TP d'Or 1985 al millor actor espanyol,[2] Fernando Delgado (Julián), Joaquín Kremel, Tony Isbert, María Silva.[3]
- Teatre (1993). Direcció: Jaime Chávarri. Intérpretes: Cristina Higueras, Joaquín Hinojosa, Tony Isbert.
- Teatre (2013). Adaptat per Bernardo Sánchez Salas. Intèrprets: Pepe Viyuela, Carles Moreu i Susana Hernández.
- Teatre (2019). Representada el 8 de juliol de 2019 a les 20:30 al teatre Álvaro Valentín (Auditorio Miguel Delibes de Valladolid). Intèrprets: Cristina Hilennia (Adela), Pablo James (Pedro), Emilio Seco (Julián). Dirección: Pedro F. Palacios.